# Liste der Berge oder Erhebungen in Antarktika
Dies ist eine Liste der höchsten Erhebungen Antarktikas. Die einzelnen Gipfel können Staatsgebieten nicht zugeordnet werden, da territoriale Ansprüche auf die Antarktis nur von wenigen Staaten anerkannt werden.
| Name des Berges         | Höhe        | Gebirge                   | Anmerkungen                       |
| ----------------------- | ----------- | ------------------------- | --------------------------------- |
| Mount Vinson            | 4892 m      | Sentinel Range            |                                   |
| Mount Tyree             | 4852 m      | Sentinel Range            |                                   |
| Mount Shinn             | 4661 m      | Sentinel Range            |                                   |
| Mount Kirkpatrick       | 4528 m      | Queen Alexandra Range     |                                   |
| Mount Craddock          | 4368 m      | Sentinel Range            |                                   |
| Mount Markham           | 4350 m      | Queen Elizabeth Range     |                                   |
| Mount Kaplan            | 4230 m      | Hughes Range              |                                   |
| Mount Sidley            | 4181 m      | Executive Committee Range | erloschener Vulkan                |
| Mount Dickerson         | 4120 m      | Queen Alexandra Range     |                                   |
| Mount Wade              | 4085 m      | Prince Olav Mountains     |                                   |
| Mount Fisher            | 4080 m      | Prince Olav Mountains     |                                   |
| Mount Fridtjof Nansen   | 4070 m      | Queen Maud Mountains      |                                   |
| Mount Adam              | 4010 m      | Admiralty Mountains       |                                   |
| Mount Ray               | 3905 m      | Prince Olav Mountains     |                                   |
| Mount Sellery           | 3895 m      | Prince Olav Mountains     |                                   |
| Mount Sabine            | 3850 m      | Admiralty Mountains       |                                   |
| Mount Oliver            | über 3800 m | Prince Olav Mountains     |                                   |
| Mount Erebus            | 3794 m      |                           | aktiver Vulkan auf der Ross-Insel |
| Mount Campbell          | 3790 m      | Prince Olav Mountains     |                                   |
| Mount Ajax              | 3770 m      | Admiralty Mountains       |                                   |
| Mount Frakes            | 3654 m      | Crary Mountains           | Vulkan                            |
| Mount Royalist          | 3640 m      | Admiralty Mountains       |                                   |
| Toney Mountain          | 3595 m      |                           | Vulkan                            |
| Mount Steere            | 3558 m      | Crary Mountains           | Vulkan                            |
| Mount Berlin            | 3478 m      | Flood Range               | aktiver Vulkan                    |
| Mount Takahe            | 3460 m      |                           | Vulkan                            |
| Mount Black Prince      | 3405 m      | Admiralty Mountains       |                                   |
| Mount Overlord          | 3396 m      |                           | erloschener Vulkan                |
| Mount Herschel          | 3335 m      |                           |                                   |
| Mount Hampton           | 3323 m      | Executive Committee Range |                                   |
| Mount Waesche           | 3292 m      | Executive Committee Range | erloschener Vulkan                |
| Mount Terror            | 3262 m      |                           | Vulkan auf der Ross-Insel         |
| Mount Hope              | 3239 m      | Eternity Range            | [ 1 ] [ 2 ]                       |
| Mount Albert Markham    | 3205 m      | Churchill Mountains       |                                   |
| Jøkulkyrkja             | 3148 m      | Mühlig-Hofmann-Gebirge    |                                   |
| Mount Siple             | 3110 m      |                           | Vulkan auf der Siple-Insel        |
| Mount Terra Nova        | 3090 m      |                           | Vulkan                            |
| Mount Moulton           | 3078 m      |                           | erloschener Vulkan                |
| Mount Jackson           | 3050 m      |                           | Palmerland                        |
| Plejaden                | 3040 m      |                           | Vulkangruppe                      |
| Mount Field             | 3010 m      | Churchill Mountains       |                                   |
| Mount Nares             | über 3000 m | Churchill Mountains       |                                   |
| Mount Mills             | 2995 m      | Dominion Range            |                                   |
| Mount Stephenson        | 2987 m      | Douglas Range             |                                   |
| Mount Andrus            | 2978 m      |                           | Vulkan                            |
| Matterhorn              | 2931 m      | Drygalskiberge            |                                   |
| Mount Ellsworth         | 2925 m      | Queen Maud Mountains      |                                   |
| Mount Saunders          | 2895 m      | Dominion Range            |                                   |
| Mount Nimrod            | 2835 m      | Dominion Range            |                                   |
| Mount Egerton           | 2830 m      | Churchill Mountains       |                                   |
| Mount Wharton           | über 2800 m | Churchill Mountains       |                                   |
| Mount Weaver            | 2780 m      | Queen Maud Mountains      |                                   |
| Mount Nansen            | 2740 m      | Eisenhower Range          |                                   |
| Mount Melbourne         | 2732 m      |                           | Vulkan                            |
| Mount Morning           | 2723 m      |                           | Vulkan                            |
| Mount Murphy            | 2703 m      |                           | Vulkan                            |
| Mount Discovery         | 2681 m      |                           |                                   |
| Holtanna                | 2650 m      | Drygalskiberge            |                                   |
| Mount Parry             | 2520 m      |                           |                                   |
| Mount Baxter            | 2430 m      | Eisenhower Range          |                                   |
| Vorrnipa                | 2320 m      | Kirwanveggen              |                                   |
| Mount Summerson         | 2310 m      | Geologists Range          |                                   |
| Mount Regina            | 2080 m      | Everett Range             |                                   |
| Wallnerspitze           | 1955 m      | Kottasberge               |                                   |
| Mount Bird              | 1800 m      |                           | Vulkan                            |
| Goldich Crest           | 1700 m      | Viktorialand              |                                   |
| Lars-Christensen-Gipfel | 1640 m      |                           | Vulkan auf der Peter-I.-Insel     |
| Mount Helen             | 1370 m      |                           | Anvers-Insel, Palmer-Archipel     |
| Mount Wilson            | 1300 m      |                           | Bermel-Halbinsel                  |
| Mount Parker            | 1260 m      | Admiralty Mountains       |                                   |
| Mount Scott             | 0880 m      |                           | Grahamland                        |
| Brown Bluff             | 0745 m      |                           | Vulkan auf der Tabarin-Halbinsel  |
| Schauinsland            | 0450 m      |                           |                                   |
| Gaussberg               | 0367 m      |                           | Vulkan                            |